# Castelnau-Valence
Castelnau-Valence è un comune francese di 383 abitanti situato nel dipartimento del Gard, nella regione dell'Occitania.

## Società

### Evoluzione demografica
Abitanti censiti